# ジャック・カルティエ海峡

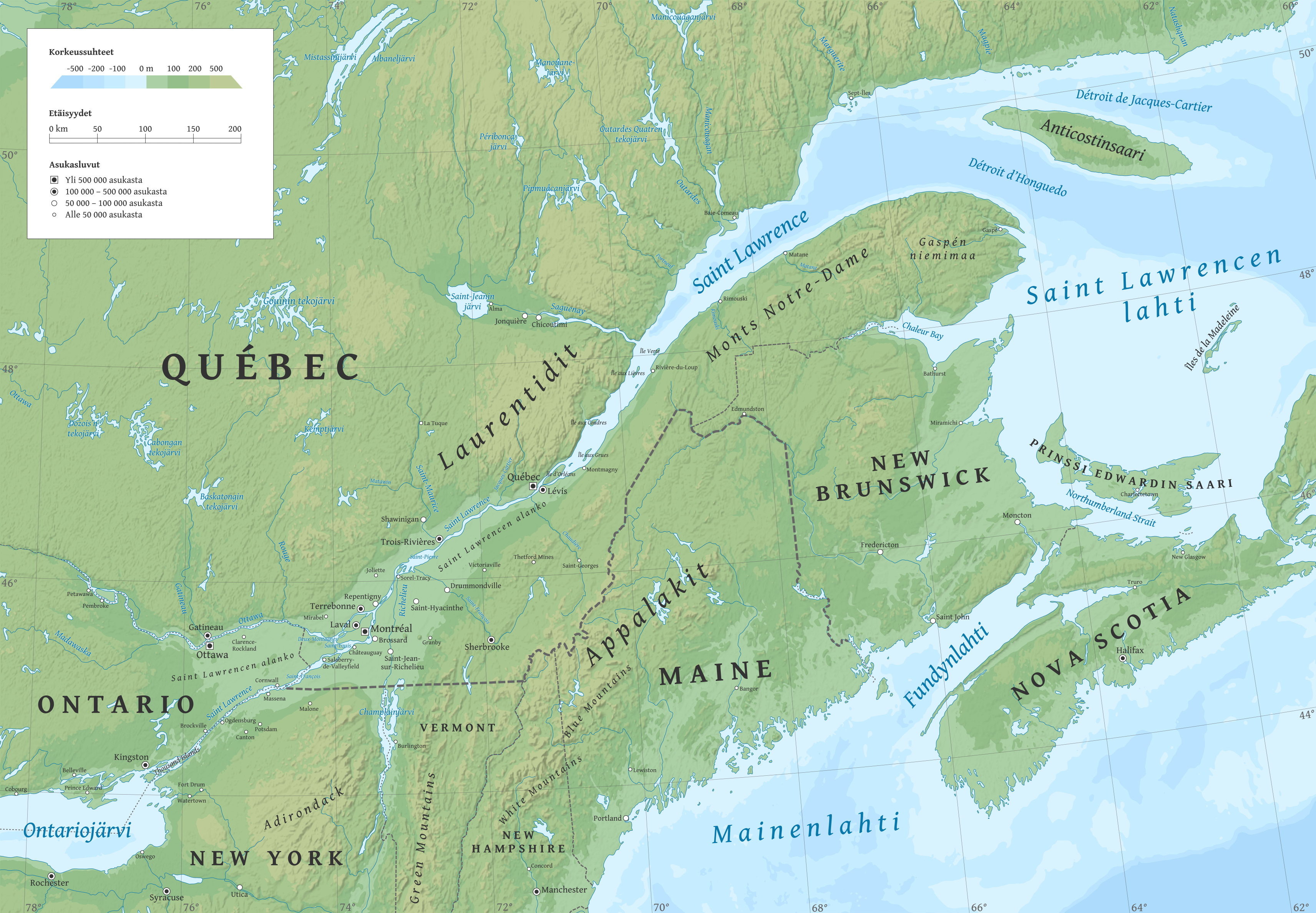
図右上のアンティコスティ島の上側

ジャック・カルティエ海峡（英語: Jacques Cartier Strait）は、カナダのアンティコスティ島とラブラドル半島との間の海峡。セントローレンス川がセントローレンス湾へと流れ出す二つの経路の一つであり、もう一つはアンティコスティ島の南側にあるHonguedo海峡である。
最狭部では幅およそ35km。
フランス人探検家ジャック・カルティエから名付けられた。